# Евдокия Комнина (дъщеря на Андроник Комнин)
Вижте пояснителната страница за други личности с името Евдокия Комнина.
Евдокия Комнина (на гръцки: Εὐδοκία Κομνηνή) е византийска принцеса от средата на XII век – племенница на император Мануил I Комнин и любовница на император Андроник I Комнин.
Родена е около 1129 г. в семейството на севастократор Андроник Комнин и съпругата му Ирина. Бащата на Евдокия е втори син на император Йоан II Комнин и по-голям брат на император Мануил I Комнин, а за майка ѝ се предполага, че е била от нормански произход.
Около 1145 г. Евдокия била омъжена за мъж с неизвестно име и произход, но към 1150 г. вече била вдовица. Около 1152 г. започнала неприкрита връзка с Андроник Комнин, който бил първи братовчед на баща ѝ и освен това вече бил женен и имал син. Връзката им скандализирала двора, но Андроник посрещал укорите с шеги и открити намеци за интимните отношения между императора и племенницата му – Теодора, която той намирал за много по-срамна. Думите му дразнели императора, който в крайна сметка решил да сложи край на връзката им, като изпрати братовчед си на поход срещу арменския княз Торос в Киликия. Недоволен, Андроник не изпълнил добре мисията си, наложило се да го върнат в столицата и след кратко мъмрене го изпратили да управлява една област по границата с Унгария. Там го уловили да заговорничи с унгарците, но вместо да го накаже, императорът го поставил под наблюдение в лагера в Пелагония, където по това време се намирал дворът. Там Андроник отново започнал да се среща с Евдокия. В това време брат ѝ – протосеваст Йоан Комнин, и зет ѝ Йоан Кантакузин по всякакъв начин се опитвали да злепоставят Андроник пред императора и дори се опитвали да го убият. Веднъж научили, че Андроник отново е в палатката на Евдокия, и изпратили свои хора, които да го уловят на излизане оттам. Евдокия обаче забелязала, че обграждат палатката ѝ, и предупредила Андроник за опасността. Опитала се да го придума да се преоблече в женски дрехи и да заблуди стражата, като се престори на една от слугините ѝ. Андроник отказал да се излага по този начин, извадил меча си и разсякъл платното на палатката, измъквайки се съвсем ненадейно и за учудване на пазачите. В крайна сметка интригите на роднините ѝ и поведението на самия Андроник засилват подозренията на императора, който заповядал Андроник да бъде окован и изпратен в Константинопол.
Около 1162/63 Евдокия се омъжила повторно за Михаил Гавра, от когото има един син – Мануил Комнин Гавра.

## Цитирана литература
- Дил, Шарл; Рамбо, Алфред (1992). Византия: културно-исторучески очерци. София: ИК „Херодот“, 1992, chitanka.info, https://chitanka.info/book/10344-vizantija
- ((el)) Varzos, Konstantinos (1984). Η Γενεαλογία των Κομνηνών, B. Thessaloniki: Centre for Byzantine Studies, University of Thessaloniki, OCLC 834784665, архив на оригинала от 11 април 2019, https://web.archive.org/web/20190401112859/https://www.kbe.auth.gr/sites/default/files/bkm20b.pdf